# Shakunetsu no Nirai Kanai
Shakunetsu no Nirai Kanai (灼熱のニライカナイ) es una serie de manga escrita e ilustrada por Ryūhei Tamura. Comenzó a publicarse en la revista Shōnen Jump de Shūeisha el 26 de junio de 2020 hasta el 20 de junio de 2021, contando con cinco volúmenes publicados en total.

## Argumento
Boiled Samejima es un oficial de policía de Shinjuku que debido a su conducta indebida, imprudente y anticuada fue trasladado a la Isla de Anegashima como oficial de Policía en la única comisaría, donde están investigando el caso de "La Secta Marina", una secta extremadamente peligrosa que desapareció sin dejar rastro, pero sin embargo, fue encontrada su Sacerdotisa Oráculo, la cual es una niña de cinco años. Cuando Samejima llega a la Anegashima, y conoce a sus nuevos compañeros policías, se da cuenta de que hay algo peculiar; y es que su nuevo compañero, Orpheo F. Dipper, es en realidad un Delfín Humanoide, si, un Delfín Humanoide, que además, es el supuesto padre de Chako, la pequeña niña Sacerdotisa Oráculo de la Secta Religiosa, quien no tiene recuerdos de ello.
Ahora, Samejima, junto con los demás policías, deberán enfrentarse al misterio de la Secta Religiosa, además, al peligroso Mundo Marino, el cual, es mucho más peligroso de lo que todos piensan, ya que está lleno de animales marinos humanoides, los cuales son totalmente diferentes a los humanos normales.

## Personajes
- Boiled Samejima (鮫島 灼熱, Samejima Boiled)

Samejima, el cual es apodado "Tiburón", es un Oficial de Policía de la Comisaría de Anegashima, anteriormente, un Oficial de policía de Shinjuku, que lo trasladaron debido a su conducta intrépida como Policía. Samejima tiene una gran pasión por la acción "Hard-Boiled", y además, es adicto al trabajo, llegando a investigar casos hasta en sus días libres.
Samejima es una persona tranquila y calmada en todo momento, pero también es imprudente, temerario y que no piensa dos veces a la hora de hacer las cosas. Al mismo tiempo, tiene una fuerza y unos reflejos increíbles, además, una gran paciencia a la hora de pelear y de investigar casos difíciles.
- Orpheo F. Dipper (オルフェウス・F・リッパー)

Orpheo es un Oficial de Policía que al igual que Samejima, fue trasladado el mismo día a la comisaría de Anegashima, donde le asignaron ser el compañero de este, además, Él es el Padre de Chako. Orpheo es un Delfín con apariencia humanoide, pero que supuestamente fue víctima de una maldición que lo convirtió en tal, ya que anteriormente era humano, sin embargo, también puede transformarte en un delfín enorme para nadar por el agua.
Puede utilizar Eco-localización y también, Ondas sísmicas que pueden causar un gran nivel de destrucción.
- Umi Nanase (七瀬 宇海, Nanase Umi)

Nanase es una oficial de policía de la comisaría de Anegashima. Es muy alegre e entusiasta, además, siempre suele hacer un saludo de corte militar que hace que accidentalmente se le abra la camisa, mostrando su sujetador y sus pechos. Vive en una casa con una enorme familia y siempre ayuda a Samejima a familiarizarse con la Isla.
- Chako (チャコ)

Es la hija de Orpheo, y también, la "Sacerdotisa Oráculo" de la Secta Marina. Chako solamente tiene 5 años, pero tiene unos poderes de observación y predicción increíbles, debido a ser "El Oráculo del Mar". Tiene mucho respeto y cariño por su padre Orpheo y también le gusta mucho jugar con Samejima.

## Contenido de la Obra

### Manga
Shakunetsu no Nirai Kanai está escrito e ilustrado por Ryūhei Tamura. comenzó su serialización el 26 de junio de 2020, hasta el 20 de junio de 2021 en la revista semanal Shōnen Jump de la editorial Shūeisha. Siendo compilado en cinco volúmenes tankōbon hasta febrero de 2021.

### Lista de volúmenes
| N.º | Fecha de lanzamiento   | ISBN original          |
| --- | ---------------------- | ---------------------- |
| 1   | 4 de noviembre de 2020 | ISBN 978-4-08-882510-6 |
| 2   | 4 de febrero de 2020   | ISBN 978-4-08-882622-6 |
| 3   | 2 de abril de 2021     | ISBN 978-4-08-882647-9 |